# Perlocuzione
L'atto perlocutorio è la terza componente dell'atto linguistico nella teoria elaborata da John Austin (atto locutorio e atto illocutorio erano le prime due).
L'atto perlocutorio è costituito dalle conseguenze provocate, dai risultati ottenuti tramite l'atto illocutorio. È un processo incentrato sul destinatario e non è una forza convenzionale (diversamente dall'atto illocutorio).